# DDR-Straßen-Radmeisterschaften 1958
Bei den Straßen-Radmeisterschaften in der DDR 1958 wurden die Meister im Einzelstraßen- und im Mannschaftsrennen ermittelt. Einzelstraßenmeister wurde zum dritten Mal der Leipziger Titelverteidiger Gustav-Adolf Schur, in der Mannschaftsentscheidung gewann mit der Mannschaft des SC Wissenschaft DHfK Leipzig ebenfalls der Titelverteidiger.

## Einzelmeisterschaft

### Meisterschaftskurs
Start und Ziel waren in der Eichsfeldstadt Heiligenstadt. Ein Rundkurs von einer Länge von 39 Kilometern führte von Heiligenstadt in östlicher Richtung durch die Städte Dingelstädt und Leinefelde. Der Rundkurs musste fünfmal durchfahren werden, sodass die Fahrer 195 Kilometer zurückzulegen hatten. Die Straßen waren teilweise in einem schlechten Zustand, und der Kurs wies zahlreiche Steigungen auf. 

### Rennverlauf
Am 17. August 1958 entwickelte sich bei sommerlicher Hitze ein abwechslungsreiches Rennen. Bis zur vierten Runde hatte sich zweimal eine Ausreißergruppe gebildet, von den eine einen Vorsprung von zwei Minuten herausfahren konnte. Letztlich wurden die Fahrer aber wieder vom Feld eingeholt. Nach der vierten Durchfahrt durch Heiligenstadt begann das Fahrerfeld auseinanderzureißen. Während nach hinten zahlreiche Fahrer zurückblieben, setzte sich vorn eine achtköpfige Gruppe um Gustav-Adolf Schur ab. Nach 160 Kilometern lösten sich Schur und sein Klubkamerad Bernhard Eckstein aus dieser Gruppe und hatten nach zehn Kilometern bereits einen Vorsprung von 30 Sekunden. Der Leipziger Rotationsfahrer Egon Adler versuchte vergeblich, eine Verfolgungsjagd zu organisieren. Obwohl man zwischenzeitlich bis auf 200 Meter an die Ausreißer herangekommen war, ließen sich Schur und Eckstein nicht einfangen und lagen nach 185 Kilometern bereits wieder 1:30 Minuten vor dem Feld. 200 Meter vor dem Ziel zog Eckstein als erster den Spurt an, aber Schur hielt dagegen und gewann schließlich mit einer halben Vorderradlänge. Nach 1:46 Minuten führte Adler eine siebenköpfige Verfolgergruppe über den Zielstrich.

## Ergebnisse
|      | Fahrer             | Mannschaft                   | Zeit (h)     |
| ---- | ------------------ | ---------------------------- | ------------ |
| 01.  | Gustav-Adolf Schur | SC Wissenschaft DHfK Leipzig | 5:28:22      |
| 02.  | Bernhard Eckstein  | SC Wissenschaft DHfK Leipzig | gleiche Zeit |
| 03.  | Egon Adler         | SC Rotation Leipzig          | 5:30:08      |
| 04.  | Johannes Schober   | SC Wismut Karl-Marx-Stadt    | gleiche Zeit |
| 05.  | Helmut Stolper     | SC Wismut Karl-Marx-Stadt    | gleiche Zeit |
| 06.  | Manfred Weißleder  | SC Wismut Karl-Marx-Stadt    | gleiche Zeit |
| 07.  | Günter Lörke       | SC Wissenschaft DHfK Leipzig | gleiche Zeit |
| 08.  | Hempel             | BSG Aktivist Merkers (Rhön)  | gleiche Zeit |
| 09.  | Erich Hagen        | SC Wissenschaft DHfK Leipzig | gleiche Zeit |
| 10.  | Gerhard Löffler    | SC Dynamo Berlin             | 5:32:29      |
| 0... |                    |                              |              |

## Mannschaftsmeisterschaft

### Rennverlauf
Bereits vier Wochen vor der Einzelmeisterschaft fand am 20. Juli 1958 in der brandenburgischen Stadt Lübben die Entscheidung um den Titel im 100-km-Mannschaftszeitfahren statt. Als eindeutiger Favorit ging der Titelverteidiger SC Wissenschaft DHfK Leipzig in das Rennen. Mit Schur, Hagen und Eckstein hatten die Leipziger die Antreiber, die während der gesamten Distanz für Tempo sorgten. Bei drückender Hitze gelang es ihnen zwar nicht, den vom SC Einheit Berlin aufgestellten DDR-Rekord zu brechen, erreichten aber trotzdem die Bestzeit, die um 3:30 Minuten schneller war als die Zeit, die der Zweitplatzierte SC Dynamo Berlin erreichte. Die Stärke der Radsportsektion des SC Wissenschaft wurde zusätzlich mit dem vierten Platz der zweiten Mannschaft belegt.

### Ergebnisse
|       | Mannschaft | Zeit (h)  |
| ----- | --- | --------- |
| 01.   | SC Wissenschaft DHfK Leipzig I Bernhard Eckstein, Wolfgang Grabo, Erich Hagen, Roland Henning, Günter Lörke, Gustav-Adolf Schur | 2:20:09,2 |
| 02.   | SC Dynamo Berlin | 2:23:38,9 |
| 03.   | SC Wismut Karl-Marx-Stadt | 2:26:27,4 |
| 04.   | SC Wissenschaft DHfK Leipzig II                                                                                                 | 2:28:31,1 |
| 05.   | Motor Renak Reichenbach | 2:30:02,6 |
| 0 ... | |           |